# ウクライナ・ソビエト共和国

ウクライナ・ソビエト共和国
Украинская Советская Республика

国の標語: 万国の労働者よ、団結せよ!国歌: インターナショナル

ウクライナ・ソビエト共和国（ウクライナ・ソビエトきょうわこく、ロシア語: Украинская Советская Республика）は、かつてウクライナに存在した国家である。建国時の首都はハリコフ。1917年12月25日に成立したウクライナ人民共和国がその祖となっており、その後いくつかのソビエト共和国を併合し、また国号を変更するなどして1991年8月24日まで存続した。
ウクライナ・ソビエト戦争中の1918年3月19日、ボリシェヴィキは自国勢力の劣勢に鑑み、ウクライナ領内にあったすべてのソビエト共和国をロシア・ソビエト連邦社会主義共和国下の「ウクライナ・ソビエト共和国」に統合することを決定した。これに伴い、それまでのウクライナ人民共和国、ドネツク＝クリヴォーイ・ローク・ソビエト共和国、オデッサ・ソビエト共和国、タヴリダ・ソビエト社会主義共和国がウクライナ・ソビエト共和国の下に統合された。しかし、これらの領土は5月までにはすべてウクライナ人民共和国やウクライナ国によって奪取され、ウクライナ・ソビエト共和国政府はロシア領内へ逃れた。
1918年6月24日には、ハリコフはアントーン・デニーキン将軍率いる白軍による攻撃で陥落した。デニーキン軍はその後ロシアのオリョールなども手中に収め、一時はモスクワにまで迫った。だが、同軍の補給路がネストル・マフノ率いるウクライナ革命反乱軍によって断たれるなど白軍の勢いが衰えると、ソビエト勢力は反撃に打って出、同年12月12日にはハリコフは赤軍によって奪還された。また、キエフも12月16日に赤軍の手に落ちた。
これを機に、1919年1月6日にはウクライナ・ソビエト共和国は国号を「ウクライナ社会主義ソビエト共和国」と改めた。